# Dennis, a komisz (film, 1993)
A Dennis, a komisz (eredeti cím: Dennis the Menace) 1993-ban bemutatott amerikai filmvígjáték, amelynek forgatókönyvírója John Hughes, rendezője Nick Castle, zeneszerzője Jerry Goldsmith, producere Hughes és Richard Vane. A főbb szerepekben Mason Gamble, Walter Matthau, Joan Plowright és Christopher Lloyd látható. A filmet a Warner Bros. Pictures és a Hughes Entertainment készítette, a Warner Bros. Family Entertainment forgalmazásában.
A filmet az Amerikai Egyesült Államokban 1993. június 25-én, míg Magyarországon az év december 23-án mutatták be a mozikban.

## Rövid történet
Dennis egy csintalan gyerek, aki nem rosszakaratból, de a szomszédban pusztít, általában a barátaival együtt.

## Cselekmény
Az ötéves szőke kisfiú, Dennis Mitchell állandó csínytevés forrása a szomszédságában, különösen nyugdíjas szomszédja, George Wilson bácsi számára (Walter Matthau). Nemes szándékai ellenére, akármit tesz, az mindig visszafelé sül el.
Egy nyári reggelen George úgy tesz, mintha aludna, hogy elkerülje Dennist, aki ezt betegségnek hiszi, és egy aszpirint lő George szájába egy csúzlival.
Dennis szülei, Henry és Alice tudomást szereznek az esetről, és megpróbálják fegyelmezni a fiút, miközben munkába készülődnek, és barátjával, Joey-val együtt hagyják őt az osztálytársuk, Margaret otthonában, akit a fiúk nem kedvelnek. Miközben a három gyerek egy elhagyatott faházat hoz rendbe az erdőben, a városba érkezik egy vándorló bűnöző, Switchblade Sam.
A garázsban kiömlött festéket felporszívózva Dennis véletlenül egy festékgolyót és szilánkokat lő George grillrácsára, miközben George csirkét süt; a festéket megízlelve George Dennisre gyanakszik. Mitchellék Dennist a tinédzser bébiszitter Pollyra bízzák, aki meghívja magához a barátját, Mickeyt. Dennis kioson, Polly és Mickey megtréfálja őket azzal, hogy csenget és elbújik, amíg azok egy hüvelykujjszöget ragasztanak a csengőre.
George átmegy Mitchellékhez, felesége, Martha akarata ellenére, hogy megvizsgálja a Mitchellék garázsában lévő porszívót, ahol véletlenül golflabdával meglövi magát.
Switchblade Sam eközben rablások sorozatát követi el városszerte, és felfigyel rá a gyanakvó rendőrfőnök, aki udvariasan azt tanácsolja neki, hogy hagyja el a várost.
Dennis bocsánatkártyát hoz az alvó George-nak, majd játszik George műfogsorával, és elveszíti a két első fogát, amit chiclet-re cserél, mielőtt George lefotózza magát a helyi újságnak.
Alice és Henry üzleti útra indul, de nem találnak senkit, aki hajlandó lenne Dennisre vigyázni. Martha beleegyezik, hogy Dennis vele és George-dzsal maradjon, és örömmel kezeli őt úgy, mint egy gyermeket, aki sosem volt neki. Míg a nő élvezettel mesél Dennisnek egy verset a saját gyerekkorából, George dühös, mert megcsúszik Dennis kiömlött fürdővizén, széttépi az új pizsamáját, és rájön, hogy Dennis játék közben kiürítette az orrspray-es flakont, és szájvízzel helyettesítette, majd a kiürült szájvizes flakont WC-tisztítóval cserélte ki. Dennis beengedi a kutyáját, Ruffot Wilsonék házába, aminek következtében George a sötétben összetéveszti Ruffot Marthával. A padláson Dennis figyelmetlensége miatt George megcsúszik a molyirtón, és majdnem összetöri egy kenuval.
George-ot választották a kertészklub „Nyári virágzás” című rendezvényének házigazdájává, mivel közel negyven éven át termesztett egy ritka orchideát, amely azon az estén fog kivirágozni. A parti alatt Dennis megnyom egy fekete gombot, ami kinyitja a garázsajtót, ami felborítja az egész desszertekkel teli asztalt. Miközben Wilsonék és vendégeik a virág éjszakai megjelenésére várnak, Switchblade Sam kirabolja a házat, és ellopja George antik érmegyűjteményét. Dennis riasztja a társaságot, és ezzel mindenkinek elvonja a figyelmét a virág rövid ideig tartó virágzásáról, amely aztán elhal. George dühösen szidalmazza Dennist, aki szomorúan az erdőbe menekül, ahol Switchblade Sam elkapja. Dennis szülei hazaérkezve megtudják, hogy eltűnt, ami miatt az egész városban keresik, és még a bűntudattól gyötört George is elindul a keresésére, miután rájön, hogy Dennis igazat mondott a rablásról.
Switchblade Sam arra készül, hogy elhagyja a várost gyanútlan túszával,  Dennis-szel. Dennis megmutatja Samnek, hogyan kellene helyesen megkötözni, majd megbilincseli fogva tartóját, de elveszíti a kulcsot, és véletlenül felgyújtja.
Amikor Dennis felfedezi George lopott érméit, rájön, hogy Sam a tolvaj. Másnap reggel Dennis az elfogott Sammel tér haza, George és az egész környék megkönnyebbülésére. Samet a szórakozott rendőrfőnök letartóztatja, Dennis pedig visszaadja a rugós kést.
Dennis és George kibékülnek, és Alice megemlíti, hogy Dennist magával viheti a munkahelyére, mivel az irodájában most már van bölcsőde. George ragaszkodik hozzá, hogy szívesen vigyázna továbbra is Dennisre, éppen amikor Dennis véletlenül egy lángoló mályvacukrot dob George homlokára.
A stáblista alatt Dennis akaratlanul elkapja anyja munkatársát, Andreát az irodai fénymásolóval.

## Szereplők
| Szereplő         | Színész           | Magyar hang    |
| ---------------- | ----------------- | -------------- |
| George Wilson    | Walter Matthau    | Kristóf Tibor  |
| Martha Wilson    | Joan Plowright    | Győri Ilona    |
| Dennis Mitchell  | Mason Gamble      | Szalay Csongor |
| Betörő           | Christopher Lloyd | Kránitz Lajos  |
| Alice Mitchell   | Lea Thompson      | Tallós Rita    |
| Henry Mitchell   | Robert Stanton    | Breyer Zoltán  |
| Rendőrfőnök      | Paul Winfield     | Csuja Imre     |
| Margaret Wade    | Amy Sakasitz      | Kiss Zsuzsanna |
| Joey             | Kellen Hathaway   | Kiss Gergő     |
| Polly            | Natasha Lyonne    | Somlai Edina   |
| Mickey           | Devin Ratray      | Bolba Tamás    |
| Edith Butterwell | Billie Bird       | Gyimesi Pálma  |
| Edward Little    | Bill Erwin        | Pataky Imre    |
| Fényképész       | Arnold Stang      | Pataky Imre    |

## Televíziós megjelenések
HBO, TV3, RTL Klub, Film+, Cool

## Fordítás
Ez a szócikk részben vagy egészben  a   Dennis the Menace (film) című angol Wikipédia-szócikk fordításán alapul.  Az eredeti cikk szerkesztőit annak laptörténete sorolja fel. Ez a jelzés csupán a megfogalmazás eredetét és a szerzői jogokat jelzi, nem szolgál a cikkben szereplő információk forrásmegjelöléseként.